# Паволоцький полк
Па́волоцький полк — адміністративно-територіальна і військова одиниця України. Створений у червні-липні 1648 року. Полковий центр — місто Паволоч (нині село Попільнянського району Житомирської області).

## Історія полку

### Заснування полку
Спочатку Паволоч відносилась до Білоцерківського полку, а саме сотенне містечко мало 99 козаків-паволочан і 21 карабчиївця. Організатором полку був паволоцький війт, син священика з села Миньківці, Іван Аврамович Куцевич-Миньківський, який з початком Хмельниччини підняв у травні 1648 року проти поляків жителів Паволочі, Котельні, Кіловки, Лісівців та інших навколишніх сіл. Остаточно полк сформувався в червні-липні 1648 р. під час походу Максима Кривоноса до Брацлава та коли в Паволочі деякий час перебував Богдан Хмельницький.

### Полк в рокиХмельниччини
Після Зборівського договору 1649 року об'єднаний з Білоцерківським полком, а 1651 року знову виділено в самостійну одиницю і до його складу крім колишніх земель передано частину Кальницького полку (Погребищенська і Борщагівська сотні). Однак, внаслідок поразки під Берестечком та укладення Білоцерківського миру, Паволоцький полк знову тимчасово припинив самостійне існування. Проте вже з 1652 р. полк знову бере участь у всіх основних військових операціях. Відновлення полку пояснюється необхідністю вдосконалювати адміністративний і військово-територіальний устрій козацької автономії, зосереджувати на важливих стратегічних напрямках мобільні військові підрозділи. Вони мали завдання охороняти кордон, а при необхідності виконувати окремі бойові операції.
Військові підрозділи Паволоцького полку взяли участь у багатьох головних походах та битвах козацько-польських воєн 1648–1649 рр., 1651 р. та 1652–1658 рр. Особливих спустошень полк зазнав під час походу 1651 року Миколи Потоцького до Білої Церкви, а його південна частина — під час походу 1654–1655 років Станіслава «Ревери» Потоцького на Умань.
У 1654 р., після переходу Богдана Хмельницького під протекторат Московського царства після Переяславської ради, до Паволочі приїжджає московський представник Телепнєв для вислуховування присяги на вірність цареві від Паволоцького полку. Хоча, існують свідчення, що тодішній Паволоцький полковник Михайло Суличич раніше на самій Переяславській раді відмовився присягати на вірність цареві.

### РокиРуїни. Ліквідація полку

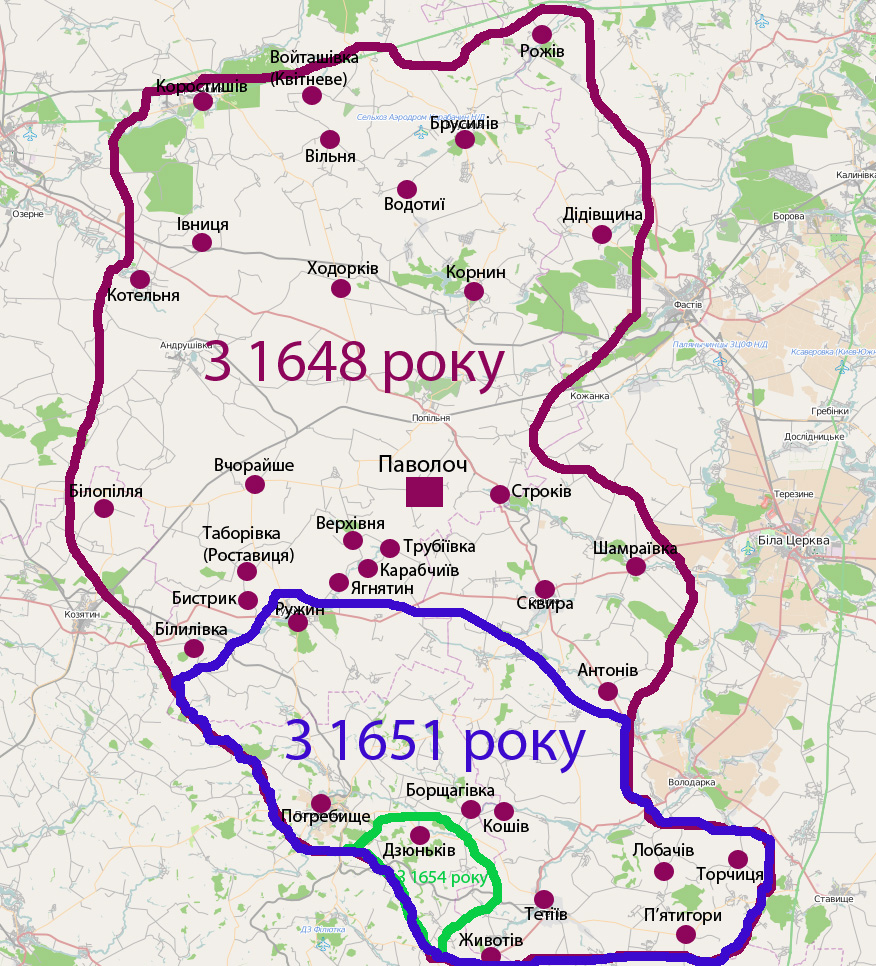
Територія Паволоцького полку на сучасній мапі

Протягом років Руїни полк зазнав істотних територіальних змін та руху кількості особового складу. Під час гетьманування І. Виговського (1657–1659) полк під керівництвом І. Богуна всіляко підтримував гетьмана, виступив проти його опонентів на чолі з полтавським полковником М. Пушкарем (липень 1658), брав участь у Конотопській битві (липень 1659) проти московських військ.
Паволоцький полк після вступу на гетьманство Юрія Хмельницького перейшов на його сторону і під його керівництвом брав участь у битві під Слободищем (1660) проти польського коронного війська.
У 1663 році Паволоцький полк очолив Василь Петровський, а потім Іван Попович. Сотниками в цей час були: полковим Дем'ян Малинка, ходорківським — Василь Петровський, брусилівським — Андрій Синицький. Під час повстання Івана Поповича 1663 року проти Виговського, головним осередком якого був Паволоцький полк, він також зазнав руйнувань у ході придушення виступу урядовими військами.
У 1666 році полк увійшов до складу гетьманату Петра Дорошенка, він став одним з основних опертів козацької держави. Після Андрусівського перемир'я 1667 року Паволоцький полк залишився за Річчю Посполитою. Територія полку зазнала сильного нищення в період польсько-турецької війни 1672–1676 років і почала занепадати. Спроба московських військ заволодіти ним під час походу 1674 року Павла Животівського на Паволоч скінчилася поразкою.
17 березня 1674 р. на Переяславській раді старшина Паволоцького полку підписала договірні статті, за якими полк вийшов з підпорядкування Дорошенка і визнав гетьманом обох сторін Дніпра Івана Самойловича. Полк припинив своє існування в 70-х роках XVII століття, коли людність Правобережної України було масово переселено (зігнано) на Лівобережжя та Слобожанщину, особливо після походу на Правобережжя в кінці 1674 І. Самойловича. Під час походу 1675 року війська ВКЛ під командуванням польного гетьмана литовського, католика Михайла Казимира Радзивілла на Паволоч полк було захоплено, скасовано і приєднано до Київського воєводства Речі Посполитої. В часи Руїни територія полку обезлюдніла настільки, що він перестав існувати.
У 1685 році територія полку увійшла до складу Фастівського полку, створеного Семеном Палієм. Останній почав швидко залюднювати ці землі людьми з Правобережної та Лівобережної України, з Запорожжя, з Дону. На початку XVIII століття була спроба відновити Паволоцький полк. Так, у 1702 році до відновленого Білоцерківського полку (на який було перейменовано вищезгаданий Фастівський полк) знову увійшла Паволоцька сотня. До 1709 року на території колишньої так званої «Паліївщини» було відновлено, в тому числі, й Паволоцький полк. Проте, за умовами Прутського миру 1711 р. Московське царство відмовилося від претензій на Правобережну Україну, що понесло за собою нову хвилю масового переселення козаків на Лівобережжя та Слобожанщину. 1714 року Паволоцький полк було остаточно ліквідовано.

## Адміністративний поділ
Ретроспективно можна стверджувати, що до Зборівського миру 1649 р. Паволоцьку сотню очолювали Довгаль, Ходорківську Присович Гаврило, Антонівську Москаленко Степашко, Брусилівську Богуславець Василь, Вілльську (Вільнянську) Гаврусенко Яцько, Водотийську (Водотиївську) Дикий Олекса (пізніше, можливо, Ханенко Лаврін Степанович), Войташевську (Войташівську) Ященко Іван, Дєдовщинську (Дідівщинську) Охсонка Грицько, Івничанську Антін, Карабачевську (Карабчиївську) Косниченко Івашко, Коростишевську Ігнатенко Іван, П'ятигорську Іван, Рожовську (Рожівську) Стародубенко Михайло, Сквирську Понацька Пархом, Торчицьку Букаченко Михей (пізніше, можливо, Самійло Безсмертний).
Чіткого поділу на сотні в полку не зафіксовано. Полкові населенні пункти — Паволоч, Сквира, Антонів, Брусилів, Вільня, Водотиї, Войташівка (тепер — с. Квітневе), Дідівщина, Івниця, Карабчиїв, Коростишів, Чуднів, Шамраївка, Ходорків, Корнин, Верхівня, Бистрик, Білилівка, Вчорайше, Трубіївка, Білопілля, Строків, Ягнятин, Таборівка з 1651 р. — Торчиця, Борщагівка, Погребище, П'ятигори, Рожів, Тетіїв, Ружин, Дзюньків, Животів, Кошів, Лобачів тощо; у 1654 частина території Вінницького полку з містечком Дзюньків відійшла до Паволоцького полку. За реєстром 1654 у полку налічувалося 14 міст і містечок.

### Османський опис адміністративного поділу України (05.10.1678)[17]
Роз’яснення щодо [кількості] фортець, паланок і полковників держави Україна, з цієї [Правобережної] сторони Дніпра.
5 аркуш
Паланки у підпорядкуванні полковника фортеці Павлоч,
за виключенням сіл, де зараз у них все ще знаходяться поляки.
• фортеця Павлоч

• паланка Торчиха

• Паланка Володарка

• паланка Антонов

• паланка Селезеновка

• паланка Сквира

• паланка Погребище

• паланка Борчоховка

• паланка Джунков

• паланка Балиловка

• паланка П’ятихор

• паланка Тетіїв

• паланка Животів

• паланка Бердичев

• паланка Махновка

• паланка Бестрик

• паланка Лесчин

• паланка Кодня 

• паланка П’ятка

• паланка Сладовище 

• паланка Котельня

• паланка Троянов 

• паланка Васельков

• паланка Житомир

• паланка Ходорков

• паланка Брушилов

• паланка Тодоровка – не локалізовано.

• паланка Водотийе

• паланка Корнин 

• паланка Біло Поле 

• паланка Ружин 

• паланка [В]черешне

## Полковники
Полковниками були:

- Іван Куцевич-Миньківський (1648–1649, 1651, 1656), названий син Максима Кривоноса
- Кривоносенко на початку 1649 р. був паволоцьким сотником;
- Степан Хмелецький (1652–1653),
- Михайло Суличич (1653–1654, 1655–1658),
- Григорій Зубченко (1654–1655), Іван Богун (1658–1660, 1663–1664),
- Іван Попович (1660–1663),
- Ярош Грицина (1664–1671),
- Григорій Гамалія (1671–1673),
- Андрій Дорошенко (1673–1674),
- Яків Гамалія (1674),
- Костянтин Мигалевський (1674),
- Павло Низькогляд (липень 1674–1675).[18]

Наказними полковниками були:

- Адам Хмелецький (1648- травень 1652),
- Степан Хмелецький (1651–1652), у квітні 1651 р. — Кривоносенко,
- Григорій Зубченко (квітень 1654),
- Михайло Богаченко (вересень 1654–1657)[19],
- Василь Петровський (1663)
- Павло Яненко-Хмельницький (1663–1664)
- Бутенко Степан (1670–1671).